# Tomás Frías
Tomás Frías é uma província da Bolívia localizada no departamento de Potosí, sua capital é a cidade de Potosi.